# San ou (La Rivière)
Singles de Dezil'
Laisse tomber les filles (Qui se maquillent)
(2005)
San ou (La Rivière) est une chanson du groupe de ragga seychellois Dezil', issue de leur premier album studio Welcome to the Paradise. Le titre produit par Philippe Besombes est sorti en tant que single le 27 juin 2005. Ce tube de l'été a connu un grand succès en 2005. En France, le single est resté dans le classement pendant 29 semaines grimpant à la 2e place. Il s'est classé à la 11e et à la 19e place en Belgique et en Suisse, respectivement.
Le morceau fait partie des dix meilleures ventes dans le classement SNEP. Le single a été certifié disque de diamant en France. En date d'août 2014, le titre est la 37e meilleure vente de single du XXIe siècle en France, avec 463 000 ventes.

## Histoire
La chanson a été enregistrée à Mahé et le clip vidéo tourné à Praslin, Seychelles. Selon la chanteuse Sandra Esparon, la chanson est sortie en Europe car elle était déjà un tube aux Seychelles, et la maison de disque était persuadée qu'elle avait le potentiel de dupliquer son succès hors de son pays d'origine.

## Clip vidéo
Le clip vidéo met en avant quatre personnages principaux dont en particulier Sandra, une jeune  seychelloise qui semble annoncer aux autres personnages le manque qu'ils produisent sur elle. On voit alors que ces personnages mettent tout en œuvre pour atteindre leur « belle » sans se douter une seconde qu'ils sont trois à se rapprocher par le biais de tous véhicules tels que l'avion, le bateau ou la voiture. Cependant, une complicité semble naitre lorsque dès la fin du clip, on aperçoit les trois personnages jetant à l'eau Sandra.

## Liste des pistes
CD single
| No | Titre                         | Durée |
| -- | ----------------------------- | ----- |
| 1. | San ou (La Rivière)           | 3:22  |
| 2. | San ou (La Rivière) (Kreol)   | 3:38  |
| 3. | San ou (La Rivière) (Karaoké) | 3:38  |

## Classements et certifications
| Classement (2005)               | Meilleure position |
| ------------------------------- | ------------------ |
| Belgique (Wallonie Ultratop 40) | 11                 |
| France (SNEP)                   | 2                  |
| Suisse (Schweizer Hitparade)    | 19                 |

| Classement (2005)   | Position |
| ------------------- | -------- |
| Belgique (Wallonie) | 100      |
| France              | 5        |

| Pays          | Date            | Certifications |
| ------------- | --------------- | -------------- |
| France (SNEP) | 13 octobre 2005 | Diamant        |